# The Voice Brasil (temporada 12)
La duodécima y última temporada de The Voice Brasil se estrenó en TV Globo el martes 28 de noviembre de 2023, en las 10:30 / 9:30 p.m. BRT / AMT) horario, inmediatamente después de la telenovela de máxima audiencia Terra e Paixão. El 28 de agosto de 2023, TV Globo anunció que esta temporada sería la última producida por la cadena, poniendo así fin a la franquicia.
Fátima Bernardes regresó para su segunda temporada como presentadora, mientras que Thaís Fersoza no regresó como corresponsal detrás del escenario y Fátima asumió los roles de ambos.
Lulu Santos, Michel Teló e Iza regresaron para su duodécima, novena y quinta temporada como entrenadores, respectivamente, mientras que Gaby Amarantos fue reemplazada por el entrenador que regresa Carlinhos Brown en su décima temporada en la serie regular.
Los ex entrenadores de La Voz Brasil también regresan para la temporada de despedida como invitados especiales. Durante la fase de audiciones a ciegas, Mumuzinho se turnaba con Iza en la silla de entrenador y la ayudaba a formar su equipo. Fafá de Belém cantó "De Quem É A Culpa" de Marília Mendonça, detrás de las cortinas rojas, como intérprete secreta durante el segundo episodio; Daniel interpretó "Você Apaixonado" al final del mismo episodio. En el tercer episodio, Claudia Leitte estrenó su nuevo sencillo "Liquitiqui"; Gaby Amarantos y Toni Garrido aparecieron en los episodios sexto, séptimo y octavo como los asesores de batalla.
La temporada introdujo el giro All-Star, donde los ex concursantes de temporadas pasadas pudieron regresar y competir por una segunda oportunidad de ganar.
El 28 de diciembre de 2023, Ivan Barreto del Team Lulu ganó la competencia con el 35,75% del voto del público sobre Amanda Maria (Team Brown), Jhonny (Team Teló) y Thais Ribeiro (Team Iza), marcando la segunda y última victoria de Lulu Santos. como entrenador.

## Equipos
Referencias
| - Ganador/a - Subcampeón | - Eliminado en las finales en vivo - Eliminado en los Showdowns - Robado en Las Batallas - Eliminado en Las Batallas |

|    |                    | Equipo Brown           | Equipo Teló      | Equipo iza      | Equipo Lulú |
| -- | ------------------ | ---------------------- | ---------------- | --------------- | ----------- |
|    | 01                 | Matu Miranda           | Jhonny           | , Luana Camarah | Phil Zaq    |
| 02 | Amanda Maria       | Guga Salles            | Marquinho Osócio | Ivan Barreto    |             |
| 03 | Rodrigo Castellani | Renan Zonta            | Julia Vargas     | GUT             |             |
| 04 | The Frans          | Tay Rodriguez          | Thais Ribeiro    | Dri Santana     |             |
| 05 | Chelle             | Marcela Borges         | Elô              | Ton             |             |
| 06 | Bruna Bento        | Flavinha Rocha         | Tamar            | Dominique       |             |
| 07 | Natália Nó         | Igor Santos            | Jhonny           | The Frans       |             |
| 08 | Danny Ribeiro      | Thainara & Thatiane    | GUT              | Tamar           |             |
| 09 | Luker              | Agatha Henriques       | Rayane Fortes    | Sabrina Iwata   |             |
| 10 | Joara Mainenti     | Natie & Vivi           | Carol Moura      | Grazi Vilanueva |             |
| 11 | Arthur & Matheus   | Sérgio Augusto & Bruno | Lola Borges      | Anne Glober     |             |

## Audiciones a ciegas
Cada entrenador tiene dos "bloqueos" para evitar que otro entrenador consiga un artista. Al final de la ronda, cada entrenador formó un equipo de diez artistas, creando un total de 40 artistas que avanzaron a las batallas. Al final de las audiciones a ciegas, Iza (o Mumuzinho) no utilizó ninguno de sus bloqueos.
Color key

### Episodio 1 (28 de noviembre)
| Orden | Artista                | Edad  | Residencia      | Canción                     | Resultado | Resultado | Resultado | Resultado |
| Orden | Artista                | Edad  | Residencia      | Canción                     | Brown     | Teló      | Iza/Mumu  | Lulu      |
| ----- | ---------------------- | ----- | --------------- | --------------------------- | --------- | --------- | --------- | --------- |
| 1     | Luana Camarah          | 36    | Taubaté         | "Troca de Calçada"          |           |           |           | ✘         |
| 2     | Phil Zaq               | 35    | Río de Janeiro  | "Make It Rain"              | –         | –         | –         |           |
| 3     | Wesline                | 24    | Cacoal          | "Como Eu Quero"             | –         | –         | –         | –         |
| 4     | Matu Miranda           | 29    | Campo Grande    | "Lambada de Serpente"       |           | –         |           |           |
| 5     | Sérgio Augusto & Bruno | 38/30 | Barão de Cocais | "Fogão de Lenha"            | –         |           | –         | –         |
| 6     | Natie & Vivi           | 20/23 | Río de Janeiro  | "Toxic"                     |           |           |           |           |
| 7     | Jhonny                 | 31    | Florianópolis   | "Perfume"                   |           |           |           |           |
| 8     | Amanda Maria           | 36    | São Paulo       | "Eu Te Amo, Te Amo, Te Amo" |           |           |           |           |
| 9     | Ivan Barreto           | 42    | Uberlândia      | "I Can't Stop Loving You"   |           |           |           |           |

### Episodio 2 (30 de noviembre)
| Orden | Artista          | Edad  | Residencia                  | Canción                  | Resultado | Resultado | Resultado | Resultado |
| Orden | Artista          | Edad  | Residencia                  | Canción                  | Brown     | Teló      | Iza/Mumu  | Lulu      |
| ----- | ---------------- | ----- | --------------------------- | ------------------------ | --------- | --------- | --------- | --------- |
| 1     | Chelle           | 32    | São Gonçalo, Río de Janeiro | "You Don't Know My Name" |           |           | ✘         |           |
| 2     | Arthur & Matheus | 27/24 | Brasília                    | "É o Amor"               |           | –         | –         | –         |
| 3     | Renan Zonta      | 29    | Curitiba                    | "Kiwi"                   |           |           |           |           |
| 4     | Joana Catharina  | 28    | Ubaitaba                    | "Cabide"                 | –         | –         | –         | –         |
| 5     | GUT              | 24    | General Maynard             | "Lay Me Down"            | –         | –         |           |           |
| 6     | The Frans        | 29    | Sorocaba                    | "Bad Guy"                |           | –         | –         |           |
| 7     | Tamar            | 26    | Recife                      | "Bilhete"                |           |           |           |           |
| 8     | Thais Ribeiro    | 23    | São Paulo                   | "Retratos e Canções"     |           |           |           |           |
| 9     | Agatha Henriques | 18    | Aracajú                     | "Mamma Knows Best"       | ✘         |           |           |           |

### Episodio 3 (5 de diciembre)
| Orden | Artista            | Edad | Residencia               | Canción            | Resultado | Resultado | Resultado | Resultado |
| Orden | Artista            | Edad | Residencia               | Canción            | Brown     | Teló      | Iza/Mumu  | Lulu      |
| ----- | ------------------ | ---- | ------------------------ | ------------------ | --------- | --------- | --------- | --------- |
| 1     | Rayane Fortes      | 29   | Fortaleza                | "Trouble"          |           |           |           |           |
| 2     | Flavinha Rocha     | 24   | Santa Cruz do Capibaribe | "Menina Sem Juízo" |           |           |           | –         |
| 3     | Anne Glober        | 36   | Curitiba                 | "Vênus"            |           | ✘         |           |           |
| 4     | Marcela Borges     | 25   | Montes Claros            | "All in My Head"   |           |           |           |           |
| 5     | Danny Ribeiro      | 26   | Ubatuba                  | "Domino"           |           |           |           |           |
| 6     | Ton                | 28   | Itaguaí                  | "Sobrevivi"        | –         | –         | –         |           |
| 7     | Binho Cruz         | 34   | São Paulo                | "Sinal"            | –         | –         | –         | –         |
| 8     | Julia Vargas       | 34   | Nova Friburgo            | "Pé na Areia       |           | –         |           |           |
| 9     | Rodrigo Castellani | 44   | Francisco Beltrão        | "Superstition"     |           |           |           |           |

### Episodio 4 (7 de diciembre)
| Orden | Artista             | Edad | Residencia      | Canción                            | Resultado | Resultado | Resultado | Resultado |
| Orden | Artista             | Edad | Residencia      | Canción                            | Brown     | Teló      | Iza/Mumu  | Lulu      |
| ----- | ------------------- | ---- | --------------- | ---------------------------------- | --------- | --------- | --------- | --------- |
| 1     | Luker               | 26   | Londrina        | "Harder To Breathe"                |           | –         | –         | –         |
| 2     | Thainara & Thatiane | N/A  | Londrina        | "Manda Um Oi"                      | –         |           |           | –         |
| 3     | Marquinho Osócio    | 45   | Río de Janeiro  | "Overjoyed"                        |           |           |           |           |
| 4     | Júlia Marques       | 18   | Criciúma        | "Decida"                           | –         | –         | –         | –         |
| 5     | Sabrina Iwata       | 22   | Poços de Caldas | "Subirusdoistiozin"                | –         | –         | –         |           |
| 6     | Joara Mainenti      | 35   | Río de Janeiro  | "Caso Sério"                       |           | –         |           |           |
| 7     | Tay Rodriguez       | 32   | Cuiabá          | "Creep"                            |           |           | ✘         | –         |
| 8     | Carol Moura         | 24   | Araxá           | "I Heard It Through The Grapevine" | –         | –         |           | –         |
| 9     | Dri Santana         | 37   | Bauru           | "Unconditionally"                  |           |           |           |           |

### Episodio 5 (12 de diciembre)
| Orden | Artista         | Edad | Residencia               | Canción                 | Resultado | Resultado | Resultado | Resultado |
| Orden | Artista         | Edad | Residencia               | Canción                 | Brown     | Teló      | Iza/Mumu  | Lulu      |
| ----- | --------------- | ---- | ------------------------ | ----------------------- | --------- | --------- | --------- | --------- |
| 1     | Lola Borges     | 26   | Río de Janeiro           | "Fim de Tarde"          |           |           |           |           |
| 2     | Igor Santos     | 25   | Novo Gama                | "Tennessee Whiskey"     |           |           | ✘         |           |
| 3     | Natália Nó      | 29   | Natal                    | "Bang"                  |           | –         |           |           |
| 4     | Grazi Vilanueva | 43   | João Pessoa, João Pessoa | "Baby"                  |           | –         |           |           |
| 5     | Bruna Bento     | 21   | Nova Friburgo            | "Love on the Brain"     |           |           |           | –         |
| 6     | Elô             | 22   | Nova Iguaçu              | "Hoje Eu Quero Sair Só" | E/C       | –         |           | –         |
| 7     | Fabiana Moneró  | 18   | Río de Janeiro           | "Meiga e Abusada"       | E/C       | –         | E/C       | –         |
| 8     | Guga Salles     | 18   | Río de Janeiro           | "Por Um Minuto"         | E/C       |           | E/C       |           |
| 9     | Dominique       | 24   | Salvador                 | "O Que é O Amor"        | E/C       | E/C       | E/C       |           |

## Batallas
La segunda etapa del programa, las batallas, se transmitió del 14 al 21 de diciembre de 2023 y comprende los episodios 6 al 8. En esta ronda, los entrenadores enfrentaron a dos de sus artistas en un partido de canto y luego seleccionaron a uno de ellos para avanzar a la siguiente ronda. Gaby Amarantos (ex entrenador de The Voice Kids y The Voice Brasil) y Toni Garrido (ex entrenador de The Voice Senior) sirvieron como asesores de todos los equipos durante las Batallas.
Los artistas perdedores pueden ser "robados" por otro entrenador, convirtiéndose en nuevos miembros de su equipo. Varios entrenadores pueden intentar robar a un artista, lo que resulta en una competencia para el artista, quien en última instancia decidirá a qué equipo se unirá. El giro de 'bloque', añadido en las Batallas de la temporada 7, devolvió las rondas de Batalla esta temporada. Con este giro, cada entrenador puede usar una vez para evitar que uno de los otros entrenadores atrape a un concursante en los "robos". Cada entrenador tiene un robo. Al final de esta ronda, quedaron seis artistas en cada equipo; cinco fueron los ganadores de la batalla, mientras que el otro fue robado a otro entrenador. En total, 24 artistas avanzaron a los Showdowns.
Key
| Episodio                             | Coach           | Orden | Ganador            | Canción                                    | Perdedor               | Resultado de "El Robo" | Resultado de "El Robo" | Resultado de "El Robo" | Resultado de "El Robo" |
| Episodio                             | Coach           | Orden | Ganador            | Canción                                    | Perdedor               | Brown                  | Teló                   | Iza                    | Lulu                   |
| ------------------------------------ | --------------- | ----- | ------------------ | ------------------------------------------ | ---------------------- | ---------------------- | ---------------------- | ---------------------- | ---------------------- |
|                                      |                 |       |                    |                                            |                        |                        |                        |                        |                        |
| Episodio 6 (14 de diciembre de 2023) | Lulu Santos     | 1     | Ivan Barreto       | "Georgia on My Mind"                       | Anne Glober            | –                      | –                      | –                      | N/D                    |
| Episodio 6 (14 de diciembre de 2023) | Iza             | 2     | Luana Camarah      | "Balada do Louco"                          | GUT                    | –                      | –                      | N/D                    |                        |
| Episodio 6 (14 de diciembre de 2023) | Michel Teló     | 3     | Guga Salles        | "Implorando Pra Trair"                     | Sérgio Augusto & Bruno | –                      | N/D                    | –                      | E/C                    |
| Episodio 6 (14 de diciembre de 2023) | Lulu Santos     | 4     | Dri Santana        | "River"                                    | Tamar                  | –                      | ✘                      |                        | E/C                    |
| Episodio 6 (14 de diciembre de 2023) | Carlinhos Brown | 5     | Matu Miranda       | "Tocando em Frente"                        | Arthur & Matheus       | N/D                    | –                      | E/C                    | E/C                    |
| Episodio 6 (14 de diciembre de 2023) | Iza             | 6     | Thais Ribeiro      | "That's My Girl"                           | Lola Borges            | –                      | –                      | E/C                    | E/C                    |
|                                      |                 |       |                    |                                            |                        |                        |                        |                        |                        |
| Episodio 7 (19 de diciembre de 2023) | Michel Teló     | 1     | Tay Rodriguez      | "Wicked Game"                              | Natie & Vivi           | –                      | N/D                    | E/C                    | E/C                    |
| Episodio 7 (19 de diciembre de 2023) | Carlinhos Brown | 2     | Bruna Bento        | "O Canto da Cidade"                        | Joara Mainenti         | N/D                    | –                      | E/C                    | E/C                    |
| Episodio 7 (19 de diciembre de 2023) | Iza             | 3     | Marquinho Osócio   | "Um Dia, Um Adeus"                         | Jhonny                 |                        |                        | E/C                    | E/C                    |
| Episodio 7 (19 de diciembre de 2023) | Lulu Santos     | 4     | Dominique          | "Vapor Barato"                             | Grazi Villanueva       | –                      | E/C                    | E/C                    | E/C                    |
| Episodio 7 (19 de diciembre de 2023) | Michel Teló     | 5     | Marcela Borges     | "Pesadão"                                  | Ágatha Henriques       | –                      | E/C                    | E/C                    | E/C                    |
| Episodio 7 (19 de diciembre de 2023) | Carlinhos Brown | 6     | Rodrigo Castellani | "Billie Jean"                              | Luker                  | N/D                    | E/C                    | E/C                    | E/C                    |
|                                      |                 |       |                    |                                            |                        |                        |                        |                        |                        |
| Episodio 8 (21 de diciembre de 2023) | Michel Teló     | 1     | Flavinha Rocha     | "Graveto"                                  | Thainara & Thatiane    | –                      | E/C                    | E/C                    | E/C                    |
| Episodio 8 (21 de diciembre de 2023) | Carlinhos Brown | 2     | Chelle             | "Emotion"                                  | Danny Ribeiro          | N/D                    | E/C                    | E/C                    | E/C                    |
| Episodio 8 (21 de diciembre de 2023) | Lulu Santos     | 3     | Phil Zaq           | "Amarelo, Azul e Branco"                   | The Frans              |                        | E/C                    | E/C                    | E/C                    |
| Episodio 8 (21 de diciembre de 2023) | Iza             | 4     | Elô                | "Mó Paz"                                   | Carol Moura            | E/C                    | E/C                    | E/C                    | E/C                    |
| Episodio 8 (21 de diciembre de 2023) | Michel Teló     | 5     | Renan Zonta        | "Against All Odds (Take a Look at Me Now)" | Igor Santos            | E/C                    | E/C                    | E/C                    | E/C                    |
| Episodio 8 (21 de diciembre de 2023) | Lulu Santos     | 6     | Ton                | "Mania de Você"                            | Sabrina Iwata          | E/C                    | E/C                    | E/C                    | E/C                    |
| Episodio 8 (21 de diciembre de 2023) | Iza             | 7     | Julia Vargas       | "Dê Um Rolê"                               | Rayana Fortes          | E/C                    | E/C                    | E/C                    | E/C                    |
| Episodio 8 (21 de diciembre de 2023) | Carlinhos Brown | 8     | Amanda Maria       | "Tudo Bem"                                 | Natalia Nó             | E/C                    | E/C                    | E/C                    | E/C                    |

## Enfrentamientos
| Episode                               | Coach           | Orden | Artista        | Canción                          | Resultado               |
| ------------------------------------- | --------------- | ----- | -------------- | -------------------------------- | ----------------------- |
| Episodio 9 (26 de diciembre de 2023)  | Carlinhos Brown | 1     | Amanda Maria   | "Let It Be"                      | elección del entrenador |
| Episodio 9 (26 de diciembre de 2023)  | Carlinhos Brown | 2     | Bruna Bento    | "Flamingos"                      | Eliminado               |
| Episodio 9 (26 de diciembre de 2023)  | Carlinhos Brown | 3     | Chelle         | "Bye Bye Tristeza"               | Eliminado               |
| Episodio 9 (26 de diciembre de 2023)  | Iza             | 4     | Tamar          | "Dream On"                       | Eliminado               |
| Episodio 9 (26 de diciembre de 2023)  | Iza             | 5     | Elô            | "Ainda É Cedo"                   | Eliminado               |
| Episodio 9 (26 de diciembre de 2023)  | Iza             | 6     | Luana Camarah  | "Come Together"                  | elección del entrenador |
| Episodio 9 (26 de diciembre de 2023)  | Lulu Santos     | 7     | Dominique      | "Carcará"                        | Eliminado               |
| Episodio 9 (26 de diciembre de 2023)  | Lulu Santos     | 8     | Ton            | "Psiu"                           | Eliminado               |
| Episodio 9 (26 de diciembre de 2023)  | Lulu Santos     | 9     | Ivan Barreto   | "Primavera"                      | elección del entrenador |
| Episodio 9 (26 de diciembre de 2023)  | Michel Teló     | 10    | Flavinha Rocha | "Quero Você Do Jeito Que Quiser" | Eliminado               |
| Episodio 9 (26 de diciembre de 2023)  | Michel Teló     | 11    | Marcela Borges | "Mande Um Sinal"                 | Eliminado               |
| Episodio 9 (26 de diciembre de 2023)  | Michel Teló     | 12    | Renan Zonta    | "Metamorfose Ambulante"          | elección del entrenador |
|                                       |                 |       |                |                                  |                         |
| Episodio 10 (27 de diciembre de 2023) | Lulu Santos     | 1     | Dri Santana    | "Ovelha Negra"                   | Eliminado               |